# Watain
A Watain egy 1998-ban alakult svéd black metal zenekar. Nevüket a Von egyik számáról kapták. 2011-ben a "Legjobb Hard Rock" kategóriában megnyerték a Grammis-díjat (a svéd Grammy-díjat). Híresek lettek látványos koncert-fellépéseikről is. Egyik fellépésük miatt botrányba is keveredtek, ugyanis disznóvérrel terítették be a közönséget. Hatásaiknak több együttest is megjelöltek, például a Thornst, a korai Burzumot, a Mayhemet és a Sabbatot. 2019-ben nem léphettek fel Szingapúrban "sértő előéletük" és ideológiájuk miatt.
A zenekar black metalt játszik, de a 2013-as albumukon a black metal mellett a heavy, doom, progresszív és szimfonikus metal stílusokban is játszottak. A 2018-as lemezükön visszatértek a hagyományos black metal stílushoz.

## Diszkográfia

### Nagylemezek
- Rabid Death's Curse (2000)
- Casus Luciferi (2003)
- Sworn to the Dark (2007)
- Lawless Darkness (2010)
- The Wild Hunt (2013)
- Trident Wolf Eclipse (2018)
- The Agony & Ecstasy of Watain (2022)

### Kislemezek
- The Essence of Black Purity (1999)
- Reaping Death (2010)
- All That May Bleed (2013)
- Fuck Off, We Murder (2013)
- Outlaw (2013)
- Nuclear Alchemy (2017)

## Tagok

### Jelenlegi
- E. – basszusgitár, ének (1998-tól)
- H. – dobok (1998-tól)
- P. – gitár (1998-tól)

### Korábbi
- C. Blom – gitár (1998–2000)